# Орлин Иванов
Орлин Иванов Иванов е български офицер, генерал-майор .

## Биография
Роден е на 9 декември 1959 г. в град София. През 1981 г. завършва Висшето военно народно училище във Велико Търново със специалност „мотострелкови войски“. По-късно учи в УНСС икономика на сигурността на отбраната (1998). Учил е и във ВИПОНД-МВР. В началото на кариерата си е командир на взвод в Дупница, а по-късно командир на зенитен взвод. На 23 октомври 2000 г. е назначен за директор на служба „Сигурност-Военна полиция и Военно контраразузнаване“. На 6 юни 2002 г. е удостоен с висше военно звание бригаден генерал. На 4 май 2005 г. е преназначен за директор на Служба „Сигурност – военна полиция и военно контраразузнаване“ и удостоен с висше офицерско звание генерал-майор. На 25 април 2006 г. е назначен за директор на служба „Сигурност – военна полиция и военно контраразузнаване“, считано от 1 юни 2006 г. На 1 юли 2007 г. е освободен от длъжността директор на служба „Сигурност – военна полиция и военно контраразузнаване“ и от кадрова военна служба. Известно време е главен мениджър по сигурността на УниКредит Булбанк. Между 2008 и 2009 г. е началник на кабинета на министъра на отбраната в правителството на Сергей Станишев.

## Военни звания
- Лейтенант (1981)
- Бригаден генерал (6 юни 2002)
- Генерал-майор (4 май 2005)